# Kanotmethis
Kanotmethis is een geslacht van rechtvleugeligen uit de familie Pamphagidae. De wetenschappelijke naam van dit geslacht is voor het eerst geldig gepubliceerd in 1994 door Yin.

## Soorten
Het geslacht Kanotmethis  is monotypisch en omvat slechts de volgende soort:
- Kanotmethis cyanipes (Yin & Feng, 1983)